# Cogorno
Cogórno (Cogorno IPA: /kuˈɡuɾnu/ in ligure) è un comune italiano sparso di 5 681 abitanti, (detti Cogornini) della città metropolitana di Genova in Liguria. La sede comunale è situata nella frazione di San Salvatore, dopo essere stata per anni fra le colline del Comune di Cogorno.

## Geografia fisica
Il territorio di Cogorno è situato tra la bassa val Fontanabuona e la val Graveglia, con il maggior insediamento urbano sviluppatosi lungo l'alto e mediano bacino idrografico della sponda sinistra del fiume Entella, e le sovrastanti colline, ad est di Genova.
Tra i rilievi il monte Le Rocchette (701 m) e il monte San Giacomo, antico luogo di estrazione dell'ardesia (detta "la pietra nera").

## Storia

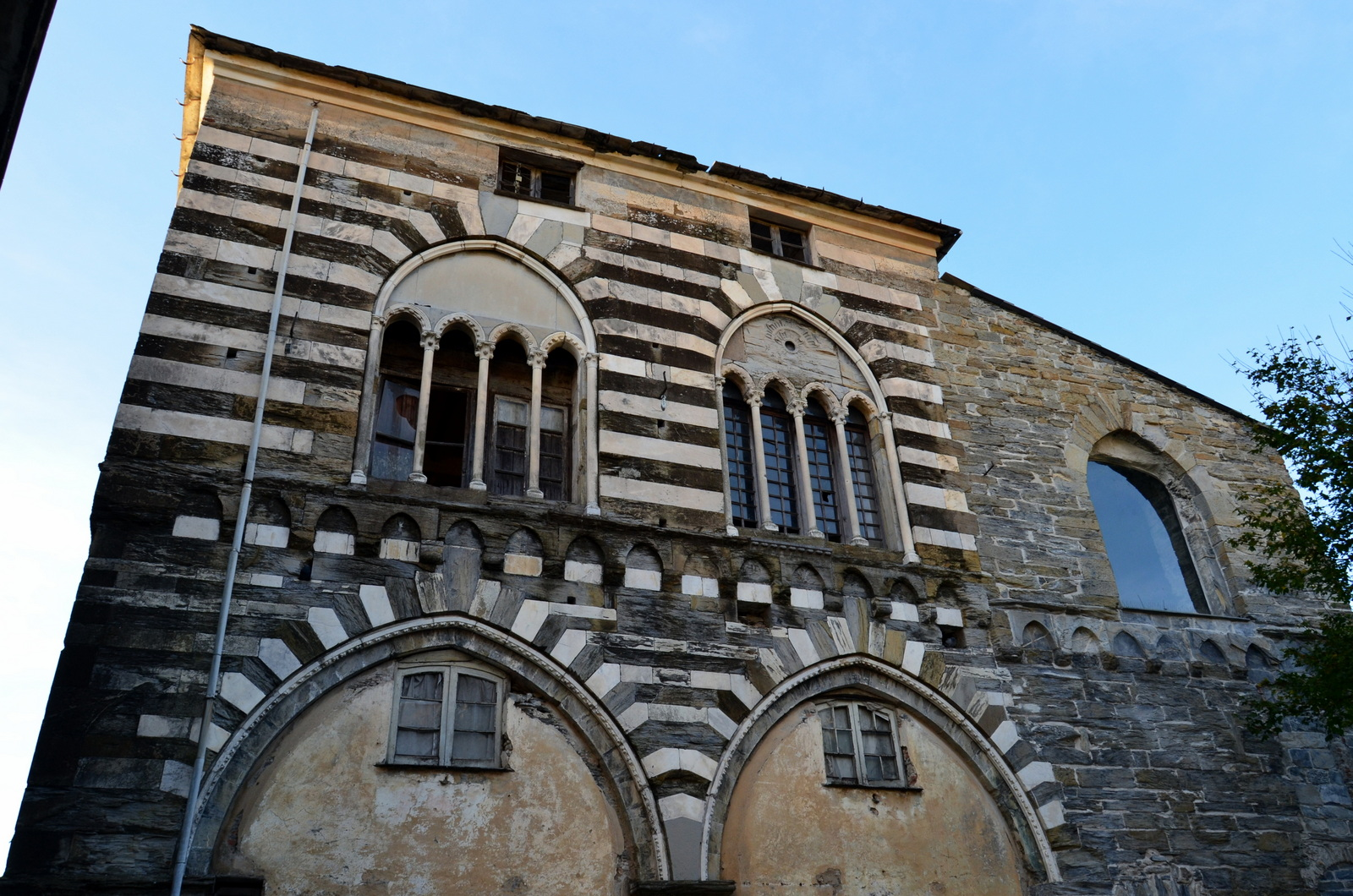
Il palazzo comitale dei Fieschi nel borgo di San Salvatore

Le origini del territorio comunale risalirebbero all'epoca pre-romana.
Fu possesso dei signori di Cogorno, discendenti dalla famiglia Fieschi, signori della vicina Lavagna. Nel 1203 gli stessi Fieschi cedettero il feudo alla Repubblica di Genova.
Fu molto importante l'alleanza con i pontefici Innocenzo IV e Adriano V, entrambi del ramo famigliare fliscano, che permise la costruzione della basilica omonima nel borgo di San Salvatore.
Nel 1797 con la dominazione francese di Napoleone Bonaparte la municipalità di Cogorno rientrò dal 2 dicembre nel dipartimento dell'Entella, con capoluogo Chiavari, all'interno della Repubblica Ligure. Dal 28 aprile 1798 Cogorno rientrò nel III cantone, con capoluogo Carasco, della giurisdizione dell'Entella e dal 1803 centro principale del I cantone dell'Entella nella giurisdizione dell'Entella. Annesso al Primo Impero francese, dal 13 giugno 1805 al 1814 venne inserito nel dipartimento degli Appennini.
Nel 1815 fu inglobato nel Regno di Sardegna, secondo le decisioni del congresso di Vienna del 1814, che sottopose la municipalità di Cogorno nella provincia di Chiavari sotto la divisione di Genova. Dal 1859 al 1926 il territorio fu compreso nell'VIII mandamento di Lavagna del circondario di Chiavari dell'allora provincia di Genova, nel Regno d'Italia.
Dal 1973 al 30 aprile 2011 ha fatto parte della Comunità montana Fontanabuona.

### Simboli
Stemma
Gonfalone
Lo stemma e il gonfalone sono stati concessi con decreto del presidente della Repubblica n° 440 del 13 dicembre 1983.
La torre rappresenta il simbolo della famiglia nobiliare dei Cogorno, il piccone nero ricorda l'antica estrazione dell'ardesia nelle cave adiacenti al monte San Giacomo, mentre la raffigurazione della chiesa è riferibile alla romanica basilica dei Fieschi di San Salvatore.

## Monumenti e luoghi d'interesse

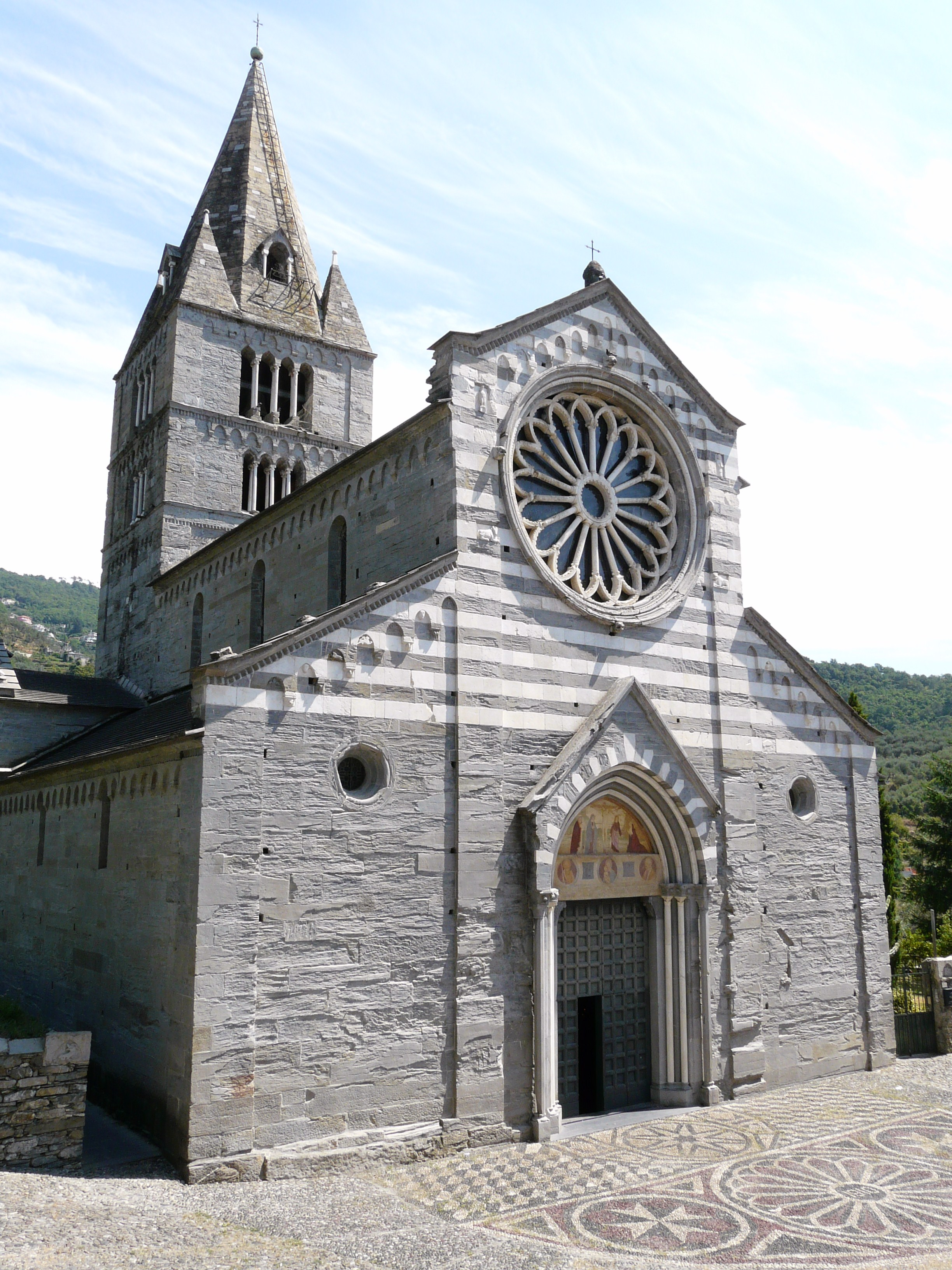
La basilica dei Fieschi, presso il borgo fliscano di San Salvatore.

### Architetture religiose
- Chiesa parrocchiale di San Lorenzo nel borgo di Cogorno. L'edificio parrocchiale fu eretto assieme all'alto campanile nel XVII secolo. Al suo interno è custodito un polittico del 1492 di Giovanni Mazone raffigurante San Lorenzo martire con i santi; inoltre sono presenti un bassorilievo del XV secolo e nell'abside un coro ligneo del XIX secolo.
- Oratorio di San Giovanni Battista a Cogorno. Risalente alla seconda metà del XV secolo, è sede di un'antica confraternita dei Disciplinanti. All'interno è conservata, sull'altare maggiore del XVIII secolo, la statua del santo titolare, la tela ritraente Dio Padre e un crocifisso del XVII secolo.
- Cappella di San Bartolomeo a Cogorno. Già esistente dalla metà del XVI secolo, fu ampliata nei primi anni del XVII secolo. Lungo le due pareti laterali sono conservati sei dipinti, su supporto d'ardesia, raffiguranti San Carlo Borromeo, l'Arcangelo Raffaele e il Giovane Tobia sul lato destro; Santa Apollonia, una Figura Orante e Santa Lucia sul lato sinistro.
- Basilica dei Fieschi. Inserita nell'antico borgo di San Salvatore della famiglia Fieschi, conti di Lavagna, assieme al palazzo comitale e all'attiguo oratorio. La sua costruzione risale al 1244-1252 ad opera dei pontefici Innocenzo IV e Adriano V. Dal 1860 è inserita tra i monumenti nazionali e considerata uno degli edifici di culto romanici tra i più pregiati e meglio conservati in Liguria.
- Ex oratorio di San Salvatore nell'omonimo borgo fliscano.
- Oratorio di San Martino nella frazione di San Salvatore, sede della confraternita dei Disciplinanti della Beata Vergine Assunta, quest'ultima già presente dal XIII secolo.
- Chiesa parrocchiale di Sant'Antonino Martire nella frazione di Breccanecca. Ricostruzione barocca della seconda metà del XVIII secolo. Nel piazzale antistante la chiesa è situata la cappella gentilizia della famiglia marchese dei Rivarola.
- Oratorio di Santa Lucia nella località di Graveglia. Sito sulla sponda sinistra del torrente Graveglia, fu sede di un'antica confraternita.
- Cappella di San Giacomo presso il monte San Giacomo a 538 m s.l.m.
- Chiesa parrocchiale di Santa Maria nella frazione di Monticelli, antica sede monastica.
- Chiesa dei Santi Giustina e Cipriano nella frazione di Panesi.
- Chiesa parrocchiale di San Colombano nella frazione di San Colombano della Costa. Edificata al di sopra della costa che dal monte San Giacomo discende verso la piana del fiume Entella.
- Cappella di Nostra Signora di Caravaggio presso l'omonima località.

### Architetture civili
- Palazzo Comitale dei Fieschi nella piazza antistante la basilica omonima. Risalente al XIII secolo fiancheggia, da un lato, l'antica via romana. Dopo vari interventi di recupero della struttura, i piani dell'edificio sono stati convertiti in sale museali per esposizioni ed avvenimenti culturali, nonché sede di un apposito museo comunale sulle antiche attività produttive del territorio fliscano.

## Società

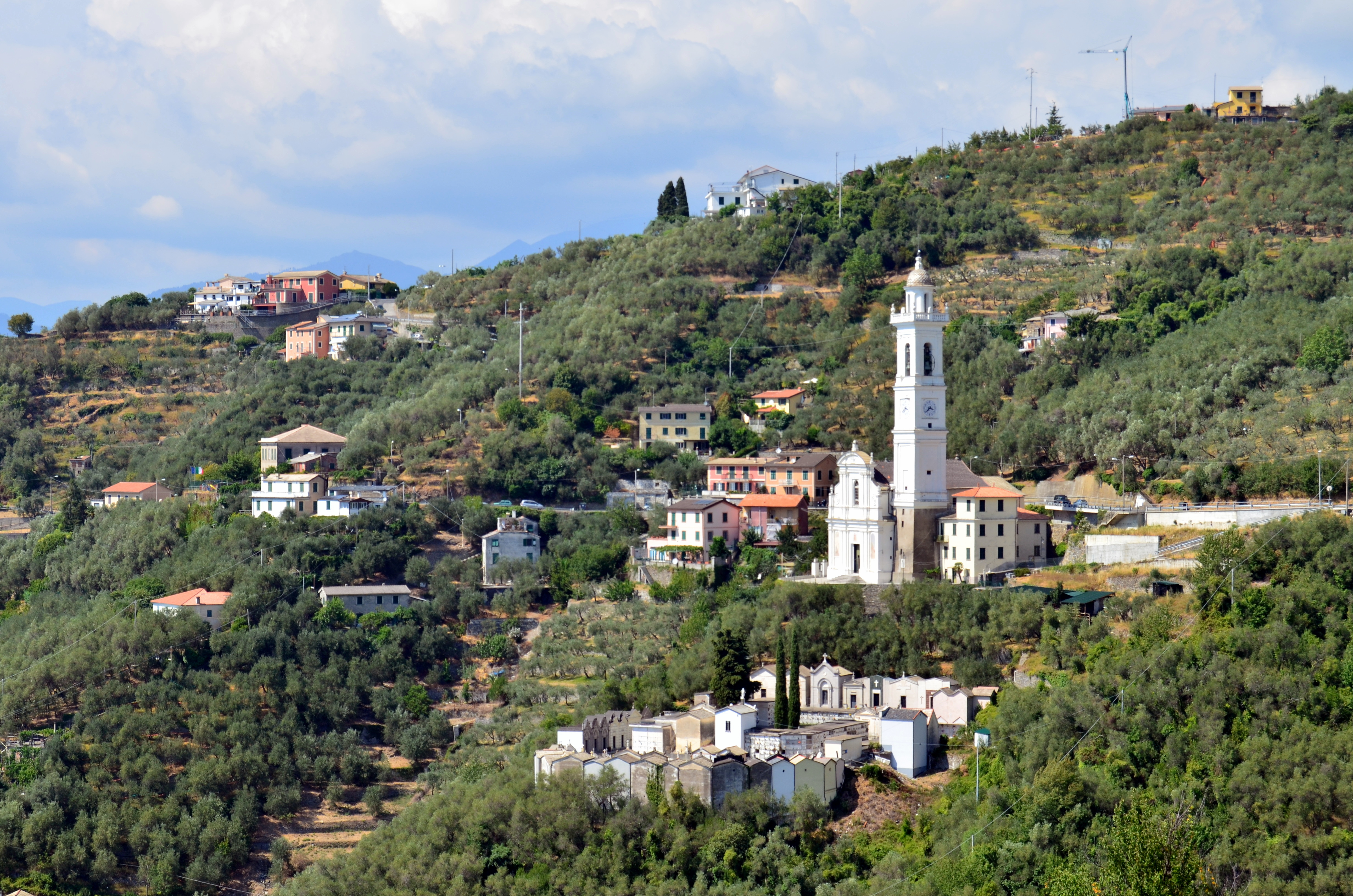
La chiesa di San Lorenzo a Cogorno

### Evoluzione demografica
Abitanti censiti

### Etnie e minoranze straniere
Secondo i dati Istat al 31 dicembre 2022, i cittadini stranieri residenti a Cogorno sono 326, così suddivisi per nazionalità, elencando per le presenze più significative:
1. Albania, 98
2. Romania, 35
3. Cina, 25
4. Ucraina, 23
5. Ecuador, 21

## Cultura

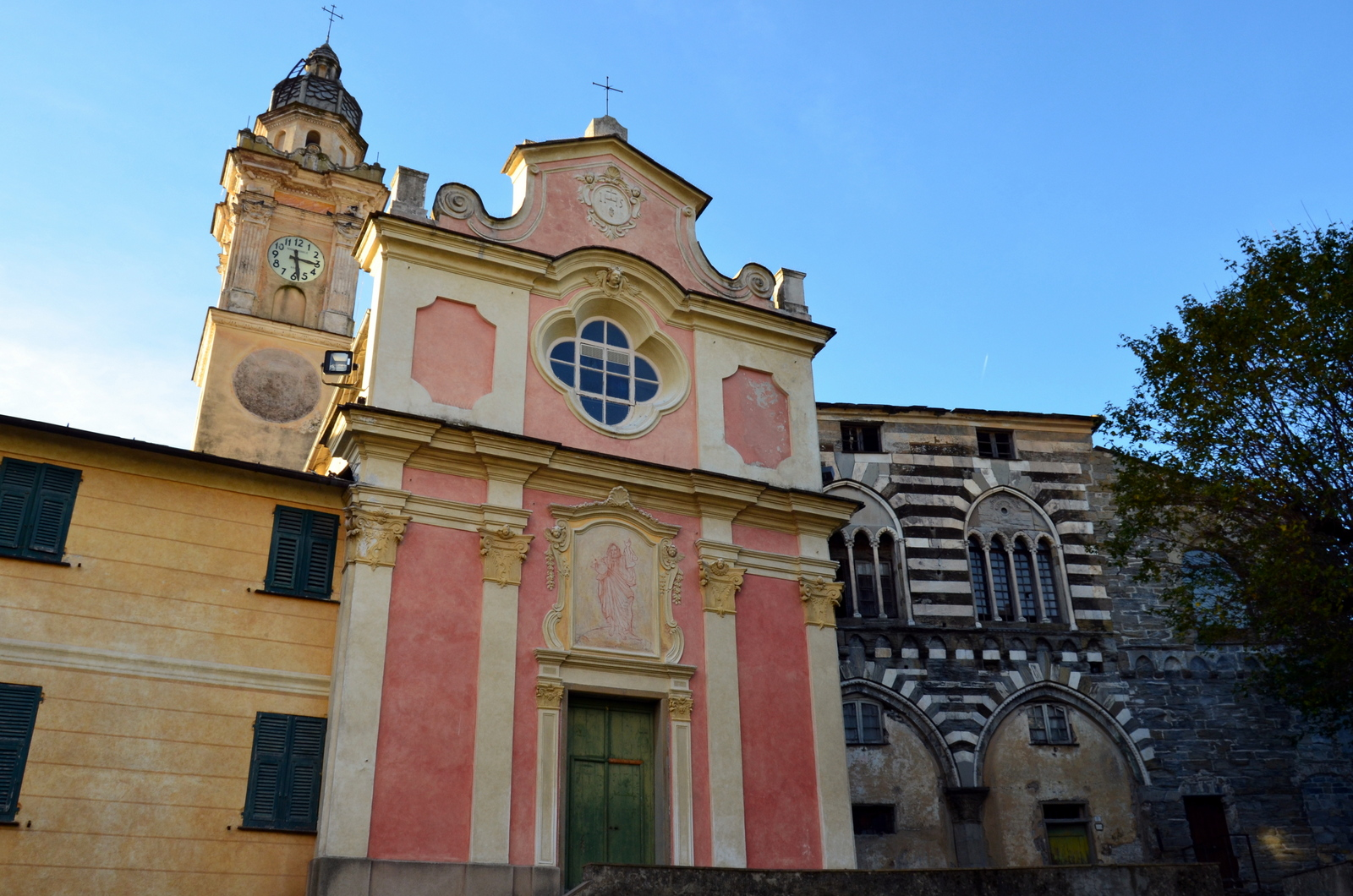
L'ex oratorio di San Salvatore e il palazzo fliscano a San Salvatore dei Fieschi: nel sagrato si svolge il 13 agosto la rievocazione dell'Addiu du Fantin.

### Istruzione
A San Salvatore è presente uno degli istituti scolastici tra i più importanti del comprensorio del Tigullio e della val Fontanabuona: il Villaggio del Ragazzo. Fondato nel 1960 dal sacerdote don Nando Negri, originario di Lavagna, è il maggior polo scolastico della valle (scuola dell'infanzia, primaria, secondaria ed istituto professionale).

### Cucina
Nel territorio comunale viene coltivata la patata cannellina nera, una varietà tradizionale, simile alla varietà Vitelotte.

### Eventi
La principale manifestazione del territorio comunale si celebra nel periodo estivo, solitamente il 13 agosto, con la ricorrenza de l'Addiu du Fantin; il nome deriverebbe dalla lingua ligure che letteralmente significa "addio dello scapolo". La manifestazione ricalcherebbe un presunto evento del Medioevo, quando il locale conte Opizzo Fiesco, della nobile casata dei Fieschi, decise di unirsi in matrimonio con la contessa Bianca de' Bianchi di Siena. La ricorrenza, celebrata in notturna nel piazzale-sagrato in ciottoli bianchi e neri della basilica dei Fieschi di San Salvatore, ricorda appunto l'addio al celibato del conte con un sontuoso banchetto medievale, sfilata e balli in abiti dell'epoca.
La ricorrenza del matrimonio è invece annualmente celebrata nella confinante Lavagna nella manifestazione della Torta dei Fieschi.

## Geografia antropica
Nel territorio comunale si trovano, oltre al borgo di Cogorno e al capoluogo San Salvatore (detto anche San Salvatore dei Fieschi), le frazioni di Breccanecca, Costa, Monticelli e Panési, per un totale di 9,08 km².
Confina a nord con il comune di Carasco, a sud con Lavagna, ad ovest con Chiavari e ad est con Ne.

## Economia

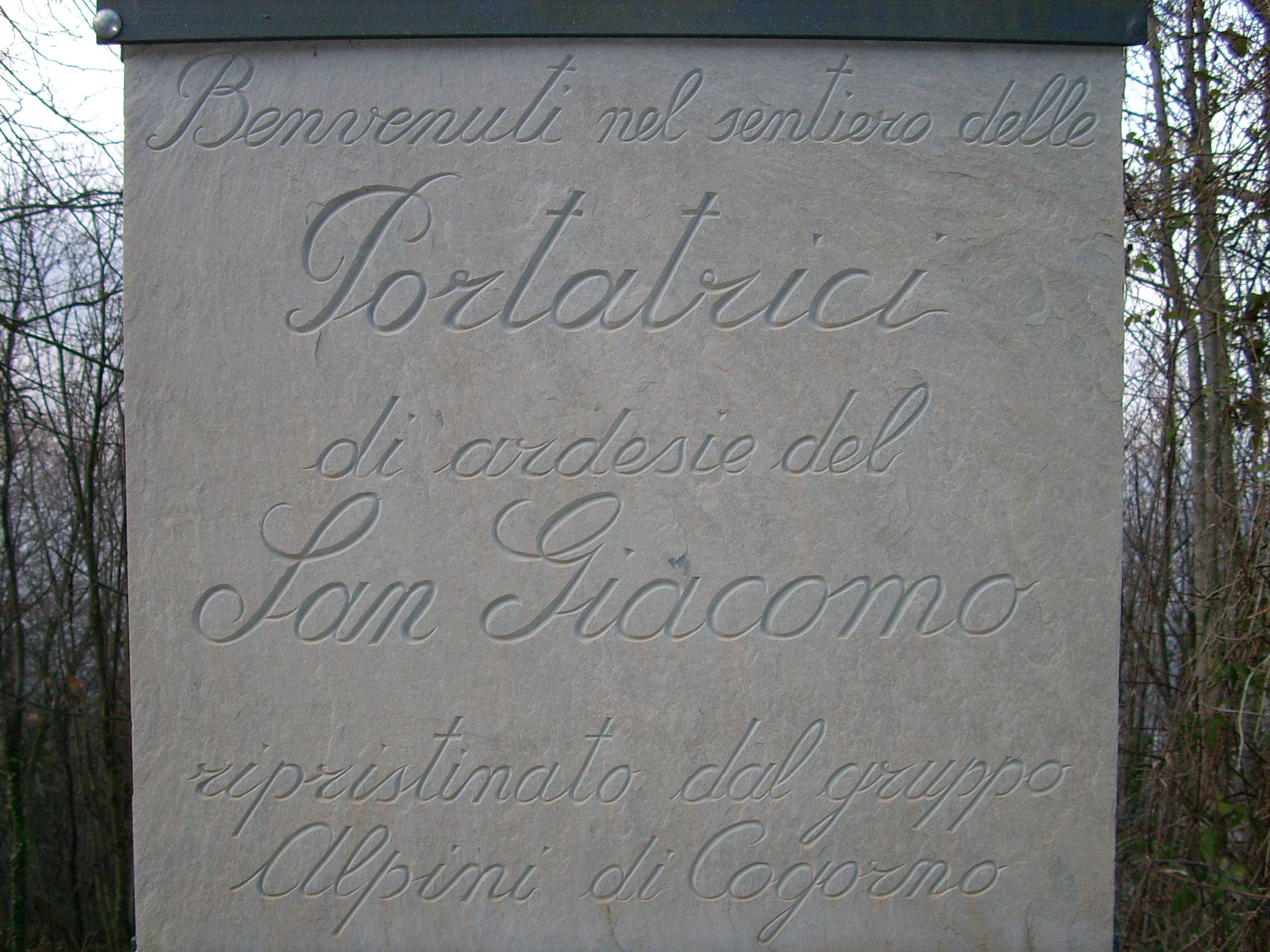
Targa in memoria dell'antico sentiero delle portatrici d'ardesia

Si basa sulla produzione agricola e sulla lavorazione dei prodotti locali e naturali.

## Infrastrutture e trasporti

### Strade
Il capoluogo è attraversato principalmente dalla strada provinciale 33 di San Salvatore che gli permette il collegamento stradale con Lavagna, a sud, e collegandosi a sua volta con la strada statale 1 Via Aurelia, e con Carasco a nordest con due bivi per la strada statale 225 della Val Fontanabuona. Altro collegamento con Lavagna è la strada provinciale 34 di Cogorno.

### Mobilità urbana
Da Chiavari un servizio di trasporto pubblico locale gestito dall'AMT garantisce quotidiani collegamenti bus con Cogorno e per le altre località del territorio comunale.

## Amministrazione

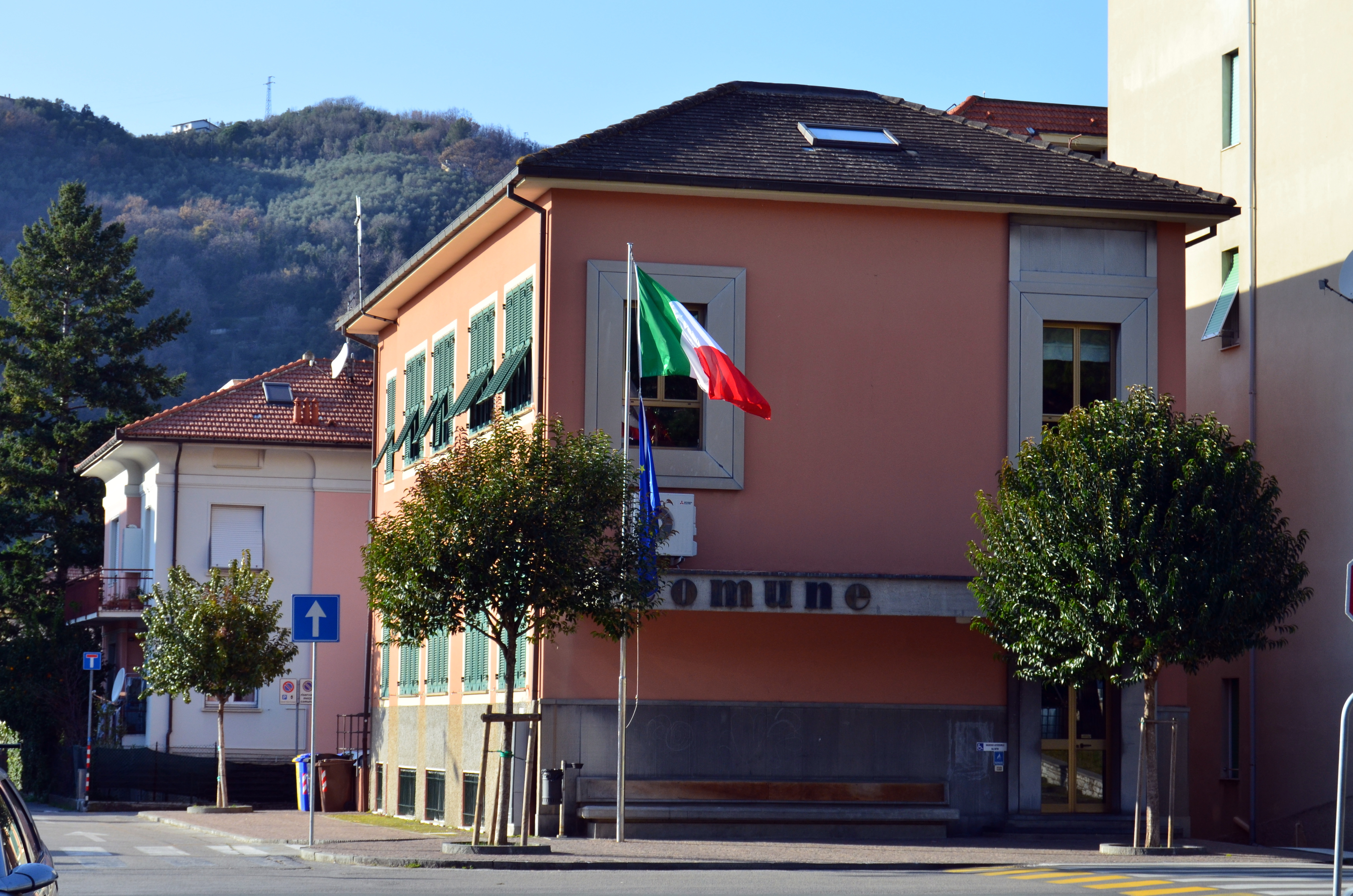
Il municipio a San Salvatore

| Periodo          | Periodo        | Primo cittadino        | Partito                                                  | Carica      | Note   |
| ---------------- | -------------- | ---------------------- | -------------------------------------------------------- | ----------- | ------ |
| 1964             | 1980           | Angelo Oscar Simonetti | DC                                                       | Sindaco     |        |
| 2 settembre 1985 | 19 luglio 1990 | Giorgio Vignolo        | DC                                                       | Sindaco     |        |
| 30 luglio 1990   | 24 aprile 1995 | Giorgio Vignolo        | DC                                                       | Sindaco     |        |
| 24 aprile 1995   | 14 giugno 1999 | Gino Garibaldi         | Rinnovamento per Cogorno (lista civica di centro-destra) | Sindaco     |        |
| 14 giugno 1999   | 14 giugno 2004 | Gino Garibaldi         | Rinnovamento per Cogorno (lista civica di centro-destra) | Sindaco     |        |
| 5 luglio 2004    | 22 maggio 2008 | Giovanni Levaggi       | Rinnovamento per Cogorno (lista civica di centro-destra) | Sindaco     | [ 16 ] |
| 28 luglio 2008   | 8 giugno 2009  | Enrica Sommariva       | Rinnovamento per Cogorno (lista civica di centro-destra) | Vicesindaco | [ 17 ] |
| 8 giugno 2009    | 26 maggio 2014 | Enrica Sommariva       | Rinnovamento per Cogorno (lista civica di centro-destra) | Sindaco     |        |
| 26 maggio 2014   | 27 maggio 2019 | Enrica Sommariva       | Rinnovamento per Cogorno (lista civica di centro-destra) | Sindaco     |        |
| 27 maggio 2019   | 10 giugno 2024 | Gino Garibaldi         | Rinnovamento per Cogorno (lista civica di centro-destra) | Sindaco     |        |
| 10 giugno 2024   | in carica      | Gino Garibaldi         | Rinnovamento per Cogorno (lista civica di centro-destra) | Sindaco     |        |

## Sport

### Calcio
- A.S.D. Villaggio Calcio, militante nel campionato di Seconda Categoria,  presente con il settore giovanile Scuola Calcio Figc, dai piccoli amici alla Juniores Under 19 Interprovinciale. Vincitore del campionato 2024/25 con la Juniores Under 19, promossa nel campionato Juniores Eccellenza 2025/26.
- U.S.D. Cogornese, militante nel campionato di Prima Categoria.
- A.S.D. Atletico San Salvatore, militante nel campionato di Seconda Categoria.